# Vanil Carré
Pour les articles homonymes, voir Vanil.
Le Vanil Carré est un sommet des Préalpes fribourgeoises située en Suisse, entre le canton de Fribourg et le canton de Vaud.

## Géographie
Le Vanil Carré culmine à 2 195 m d'altitude.